# Svalegyl
Svalegyl är en sjö i Tingsryds kommun i Småland och ingår i Mörrumsåns huvudavrinningsområde. Sjön har en area på 0,119 kvadratkilometer och ligger 146 meter över havet.

## Delavrinningsområde
Svalegyl ingår i det delavrinningsområde (626124-143186) som SMHI kallar för Utloppet av Hönshyltefjorden. Medelhöjden är 144 meter över havet och ytan är 24,84 kvadratkilometer. Räknas de 190 avrinningsområdena uppströms in blir den ackumulerade arean 3 182,98 kvadratkilometer. Avrinningsområdets utflöde Mörrumsån (Åbyån) mynnar i havet. Avrinningsområdet består mestadels av skog (43 %) och öppen mark (15 %). Avrinningsområdet har 5,3 kvadratkilometer vattenytor vilket ger det en sjöprocent på 21,3 %. Bebyggelsen i området täcker en yta av 2,38 kvadratkilometer eller 10 % av avrinningsområdet.